# 反薄明光線

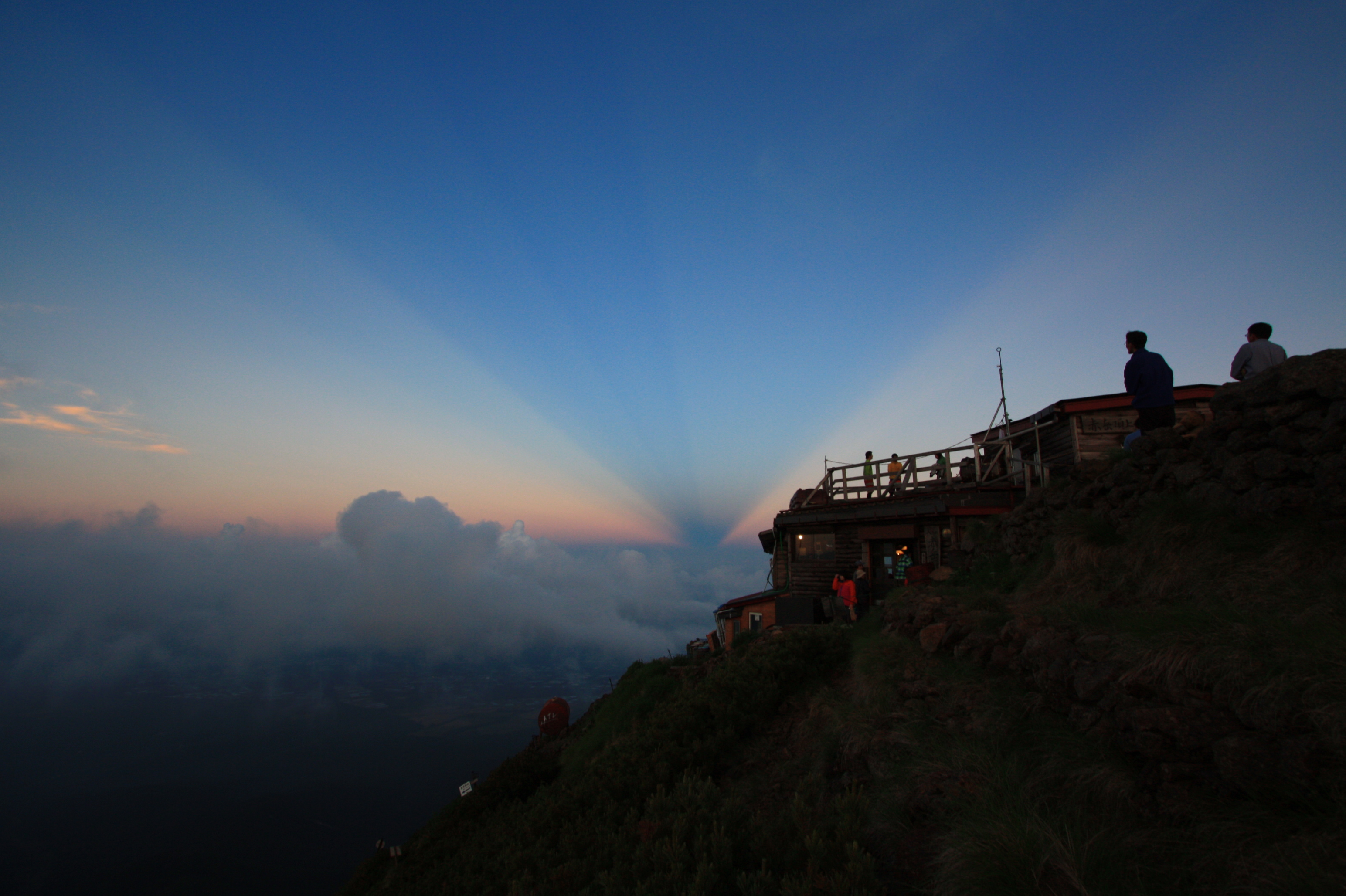
赤岳山頂にて。日の入り時の反薄明光線。

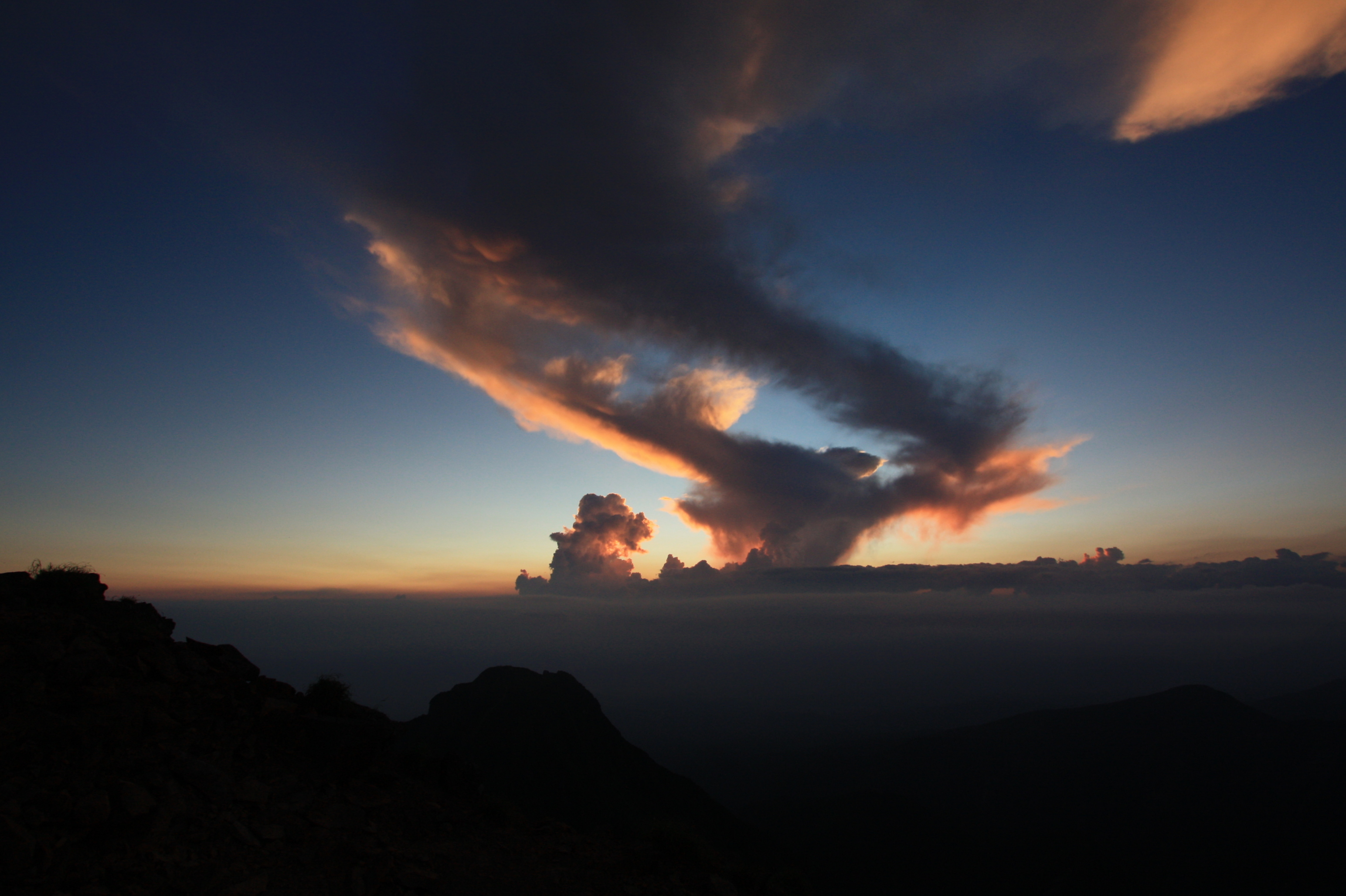
赤岳山頂にて。上記画像の真反対の太陽光。

反薄明光線（はんはくめいこうせん、英語: anticrepuscular rays）は、太陽が雲に隠れているとき、雲の切れ間あるいは端から光が漏れ、太陽と正反対の方向に光線の柱（光芒）が放射状に収束して見える現象。太陽の周囲にできる薄明光線とは逆。裏後光（うらごこう）、裏御光（うらごこう）とも呼ぶ。

## 概要
空（天空上）での位置関係を考えてみる。地平線のすぐ上にある太陽が光の起点となり、ここから対日点（太陽と正反対の地点）に向かって光は伸びる。太陽側では光芒は広がりながら伸びるが、観測者の真上の空を境に、対日点側では光芒が収束しながら伸びる。この収束する光芒が反薄明光線である。
反薄明光線は本質的には平行であるが、透視投影による錯視で消失点となる対日点へ向けて収斂しているように見える。
地上から見た太陽の角度が低くなる早朝や夕方、日の出や日没直前にしか見られない。日本では夏頃に雲や湿度などの条件が整いやすいとされる。
太陽光線をさえぎるくらいの厚みがあり、かつ、切れ間のある雲の発生が必要である。さらに、雲を構成する水滴（雲粒）よりも小さく、目に見えない水滴が多数浮遊した状態が、長い光の経路全体に分布していなければならない。
このように、条件が限られているため、反薄明光線を見つけるのは難しいとされるが熱帯の島、高い山、飛行中の航空機など、見晴らしの良い条件下では比較的観測され易い現象である。

## ギャラリー

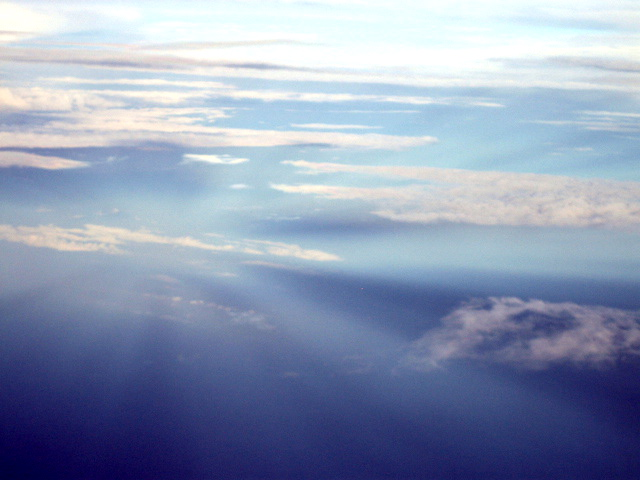
太平洋上空で撮影した白色の反薄明光線
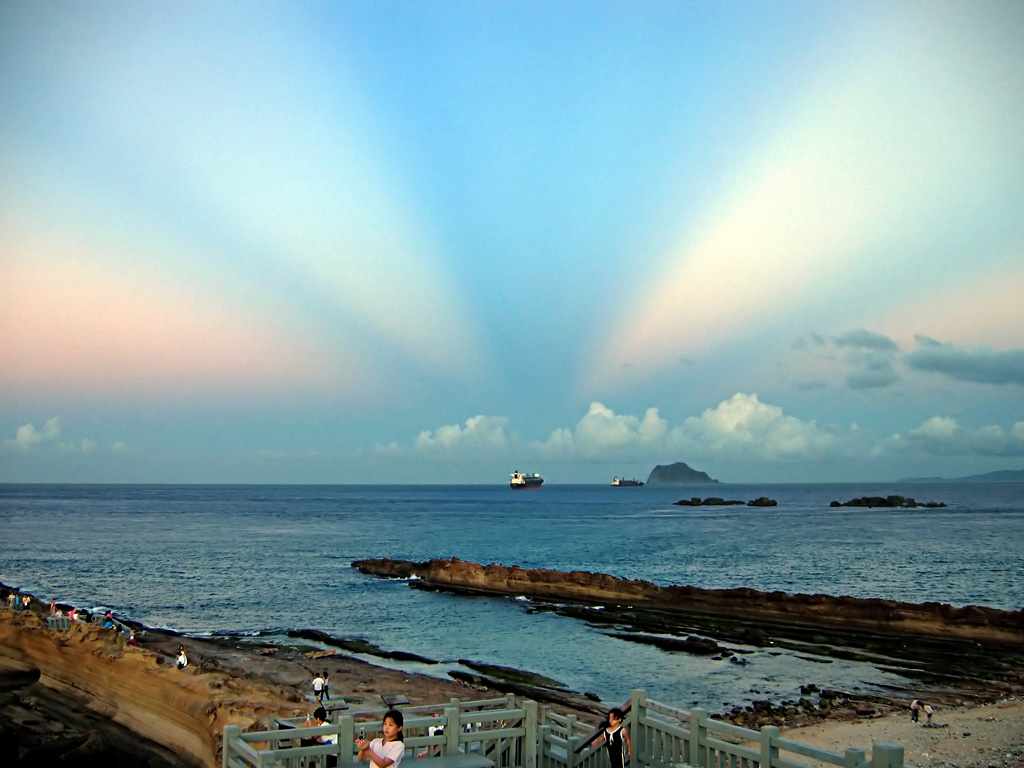
夕焼けで色づいて鮮やかな反薄明光線、台湾にて撮影

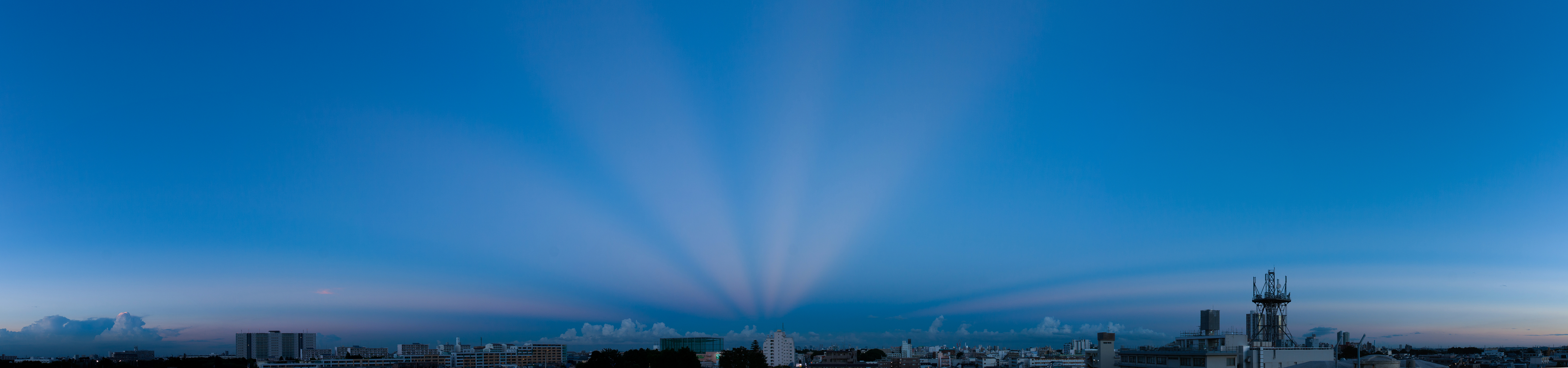
日の入りに撮影した反薄明光線のパノラマ写真。東京都武蔵野市